# The Soul of a Man
Série The Blues
Du Mali au Mississippi
(2003) La Route de Memphis
(2003)
Pour plus de détails, voir Fiche technique et Distribution.
The Soul of a Man est un film documentaire américano-allemand réalisé par Wim Wenders, diffusé pour la première fois en 2003 sur la chaine américaine PBS.
C'est le deuxième épisode de la série The Blues (The Blues, A Musical Journey), produite par Martin Scorsese.

## Synopsis
Wim Wenders réalise un film sur trois chanteurs, premier d'une série de films sur le blues, une idée de Martin Scorsese, confiés par celui-ci à des réalisateurs différents.
À travers des interviews, des documents historiques, des reconstitutions par des acteurs et des interprétations de leurs chansons par des artistes contemporains de cette réalisation, Wim Wenders met en lumière quekques-uns de ses artistes de blues préférés : Skip James, Blind Willie Johnson et J.B. Lenoir,. « J'ai d'abord choisi comme sujets Skip James et JB Lenoir, deux bluesmen parmi les plus méconnus », explique Wim Wenders sur la sélection de ces trois chanteurs, et ajoute : « puis j'ai décidé d'ajouter Blind Willie Johnson, après m'être rappelé que parmi les bandes confiées à la sonde Voyager, lancée par la Nasa en 1977 vers les confins du système solaire, figurait sa chanson Dark Was the Night, que je devais utiliser sept ans plus tard pour Paris, Texas. ».

## Fiche technique
Sauf indication contraire, les informations mentionnées dans cette section peuvent être confirmées par la base de données cinématographiques IMDb,  présente dans la section « Liens externes ».
- Titre original : The Soul of a Man
- Réalisation : Wim Wenders
- Photographie : Lisa Rinzler
- Montage : Mathilde Bonnefoy
- Production : Martin Scorsese et Alex Gibney
- Société de production : BBC et Cappa Productions
- Distribution : BAC Films (France)
- Pays d'origine :  États-Unis,  Allemagne
- Format : Couleurs
- Genre : documentaire musical
- Durée : 103 minutes
- Dates de sortie :

États-Unis : 29 septembre 2003 (1re diffusion sur PBS)
France: 14 janvier 2004

## Distribution
- Keith B. Brown : Skip James
- Chris Thomas King : Blind Willie Johnson
- Laurence Fishburne : le narrateur

Extraits musicaux / interviews
- Alvin Youngblood Hart
- Beck Hansen
- Bonnie Raitt
- Cassandra Wilson
- Chris Thomas King
- Eagle-Eye Cherry
- Garland Jeffreys
- J.B. Lenoir[3]
- James Blood Ulmer
- John Mayall[3]
- Jon Spencer Blues Explosion
- Los Lobos
- Lou Reed
- Lucinda Williams
- Marc Ribot
- Nick Cave and the Bad Seeds
- Shemekia Copeland
- Skip James[3]
- T-Bone Burnett
- Vernon Reid

## Accueil
Souvent assez bien accueilli et salué par la critique cinématographique française,, ce film a remporté l'Emmy Award de la meilleure photographie pour un programme non fictionnel, ainsi que le prix du public au Festival international du film de São Paulo. Il a également été projeté hors compétition au Festival de Cannes 2003.